# Општи избори у Србији 1990.
У Србији, конститутивној федералној јединици СФР Југославије, у децембру 1990. одржани су општи избори за бирање председника Србије и посланика у Народној скупштини. Председнички избори и први круг парламентарних избора одржани су 9. децембра, док је други круг парламентарних избора одржан 23. децембра. Избори су заказани након ратификације новог устава 28. септембра, који су гласачи одобрили на референдуму одржаном у јулу. Ово су били први вишестраначки избори у Србији, а парламентарни избори су били једини који су одржани по систему гласања први пут, у два круга са једночланим изборним јединицама; сви будући избори користили су пропорционалну заступљеност.
Слободан Милошевић је дошао на власт у Србији на 8. седници 1987. Он је тада предводио антибирократску револуцију, у којој су његове присталице збациле руководство Црне Горе, Косова и Војводине. После референдума у јулу 1990. године, Милошевићева Социјалистичка партија Србије (СПС), Српски покрет обнове (СПО) Вука Драшковића и Демократска странка (ДС) Драгољуба Мићуновића постали су регистровани. Због ниских услова, 1.701 кандидат кандидовао се за парламент и 32 за председника. Кампању је обележила интензивна поларизација и политички вођени инциденти. СПС је по формирању наследио значајну политичку инфраструктуру, дајући јој немерљиву предност у односу на опозицију којој је недостајало финансирање и инфраструктура. Штавише, СПС је контролисао већину телевизије, радија и новина, који су нападали и дискредитовали противнике, посебно Драшковића, и приказивали СПС као странку мира. Главно питање током кампање био је национализам.
Могућност оркестрирања бојкота избора због неједнаких услова промовисали су СПО и Иван Ђурић из Савеза реформских снага Југославије у Србији током кампање, али је на крају одустала након што је влада пристала на већину њихових захтева крајем новембра. СПС и Милошевић су се фокусирали на позитивне теме и стабилност, а Драшковић на националистичку платформу. ДС и Ђурић су водили кампању по либералном програму. До краја кампање, присталица СПС-а убио је активисту СПО-а. Са излазношћу од 71%, првенствено због бојкота косовских Албанаца, Милошевић је убедљиво победио на председничким изборима у првом кругу, а Драшковић је био други. Упркос томе што је добио 48 одсто гласова, СПС је добио 194 од 250 места у Народној скупштини захваљујући већинском изборном систему са релативном већином.
Опозиција је у почетку тврдила крађу на изборима, али је на крају признала пораз. Посматрачи и политиколози су известили да је дошло до изборних неправилности као што су убацивање гласачких листића и куповина гласова. После избора премијер је постао Драгутин Зеленовић; Убрзо након тога сусрели су га масовни протести у Београду, током којих је Драшковић био заточен, југословенски ратови и формирање Савезне Републике Југославије 1992. године. Затим су расписани ванредни избори за децембар 1992. године.

## Увод
Расписивању избора претходило је доношење новог Устава Србије, упркос противљењу опозиције, која се залагала да устав буде донет након конституисања вишестраначког парламента по угледу на већину посткомунистичких држава. Ипак, на Јулском референдуму 1990. године, већина бирача изјаснила се да прво буде усвојен највиши законодавни акт, па је тако Србија постала једина држава бивше Југославије која је устав донела у једнопартијском парламенту, пре расписивања вишестраначких избора.
Политички живот у првој години обновљеног вишестраначја обележиле су 3 партије - Демократска странка, Српски покрет обнове и Социјалистичка партија Србије.

## Изборни систем
Усвајањем новог устава у септембру 1990. године у Србији је уведен нови изборни систем.  250 посланика Народне скупштине Србије бирано је двокружним системом са 250 једночланих изборних јединица. Сви наредни избори у Србији су спроведени по пропорционалном систему. Територија изборне јединице могла је да се састоји од више месних заједница, насељених места или једне општине. Бирачи са правом гласа су могли да гласају само за једног кандидата у својој изборној јединици. Кандидата је могла предложити једна или више политичких партија или других регистрованих политичких организација са најмање 100 валидних потписа становника изборне јединице или група грађана. Група грађана, према закону донесеном 1990. године, је политичка ознака која се користи за идентификацију групе од 100 грађана везаних споразумом спремних да учествују на изборима. Кандидата је РИК-у доставио његов предлагач. РИК је могао да одбије кандидата, након чега су недостаци морали да буду исправљени у року од 48 сати ако је кандидат поново поднет. Симбол изборне јединице, назив избора и листа кандидата који су се кандидовали у изборној јединици били су присутни на гласачком листићу. У првом кругу биран је кандидат ако је освојио најмање 50% гласова, док је у другом кругу побеђивао кандидат са највише гласова.
На председничким изборима кандидат је морао да буде становник Србије којег је предложила једна или више политичких партија, политичких организација или група грађана. Кандидат је биран ако је добио већину гласова и ако је на изборима учествовала најмање половина свих бирача. Ако ниједан кандидат није добио већину свих датих гласова, други круг је морао да се одржи у наредних петнаест дана. У другом кругу такмиче се најмање два кандидата са највећим бројем гласова. Избори су се сматрали валидним ако је излазност била најмање 50%; у супротном, расписују се ванредни избори. Новоуспостављена функција председника Србије није била церемонијална, већ је имала значајна овлашћења и била је део извршне власти.
РИК, локалне изборне комисије и бирачки одбори изборних јединица су надгледали изборе у Србији. У време избора, Часлав Игњатовић је био председник РИК-а. Парламентарне и председничке изборе расписао је председник Народне скупштине, који је такође морао да саопшти њихов датум. Што се тиче избора 1990. године, Соколовић је расписао председничке и парламентарне изборе 28. септембра за 9. децембар. У случају другог круга, други круг парламентарних избора заказан је за 23. децембар. Према закону, парламентарни избори се одржавају на сваке четири године, мада је могуће да се одрже и ванредни избори. Ако дође до ванредних избора, онда председник Србије мора да распише изборе, као и да распусти Народну скупштину. Председнички избори се одржавају сваких пет година. Током изборног дана, бирачи са правом гласа су могли да гласају од 07:00 (UTC+1) до 20:00 на бирачком месту у својој изборној јединици. Бирачи који су били слепи, инвалиди или неписмени могли су да доведу рођаке да гласају у њихово име на бирачком месту. Ово су били први вишестраначки избори у Србији.

## Истраживања јавног мњења
Истраживања јавног мњења за опште изборе у Србији 1990. спровели су Институт за политичке студије у Београду, Институт друштвених наука и Центар за политичка истраживања и једна непозната независна анкета. Према Вашингтон посту, истраживања јавног мњења нису била баш поуздана током избора 1990. године.

### Графички приказ
Графикон испод приказује главне странке и кандидате у истраживањима јавног мњења током периода изборне кампање 1990. године.

## Резултати

### Председнички избори
| Кандидат                              | Предлагач                     | Гласова   | %      |
| ------------------------------------- | ----------------------------- | --------- | ------ |
| Слободан Милошевић                    | Социјалистичка партија Србије | 3.285.799 | 67,71  |
| Вук Драшковић                         | Српски покрет обнове          | 824.674   | 16,99  |
| др Иван Ђурић                         | СРСЈС и УДЈДИ                 | 277.398   | 5,72   |
| др Сулејман Угљанин                   | Странка демократске акције    | 109.459   | 2,26   |
| др Војислав Шешељ                     | Група грађана                 | 96.277    | 1,98   |
| др Блажо Перовић                      | ЈУ блок                       | 57.420    | 1,18   |
| Слободан Матић                        | Савез свих Срба у свету       | 28.978    | 0,60   |
| Драган Јовановић                      | Зелена партија                | 22.458    | 0,46   |
| др Љубен Ален Алексов                 | Група грађана                 | 19.123    | 0,39   |
| др Љубомир Грујић                     | Група грађана                 | 17.675    | 0,36   |
| Милан Лазаревић                       | Група грађана                 | 11.034    | 0,23   |
| Тихомир Живановић                     | Група грађана                 | 9.892     | 0,20   |
| Јован Копривица                       | Група грађана                 | 9.677     | 0,20   |
| Миодраг Гојковић                      | ССП Запис                     | 9.262     | 0,19   |
| Томислав Крсмановић                   | ПЗЉП                          | 8.095     | 0,17   |
| Живан Харван                          | ССП                           | 7.791     | 0,16   |
| Велимир Цветић                        | СДПЈ                          | 6.575     | 0,14   |
| Милан Младеновић                      | Група грађана                 | 6.459     | 0,13   |
| Мирослав Веселиновић                  | Група грађана                 | 6.180     | 0,13   |
| Никола Баровић                        | Група грађана                 | 5.355     | 0,11   |
| Предраг Вулетић                       | Либерална странка             | 5.019     | 0,10   |
| Ратомир Војводић                      | Група грађана                 | 4.414     | 0,09   |
| Љиљана Ћуић                           | Група грађана                 | 3.764     | 0,08   |
| Милорад Радовић                       | Група грађана                 | 3.425     | 0,07   |
| Саша Горанци                          | Група грађана                 | 3.409     | 0,07   |
| Никола Шећероски                      | Група грађана                 | 3.168     | 0,07   |
| Чедомир Нешић                         | Група грађана                 | 2.553     | 0,05   |
| Слободан Ранковић                     | Група грађана                 | 2.425     | 0,05   |
| Радивоје Шаренац                      | Група грађана                 | 1.918     | 0,04   |
| Јован Стојковић                       | Група грађана                 | 1.154     | 0,02   |
| Миомир Тошић                          | Група грађана                 | 904       | 0,02   |
| Херцен Радоњић                        | Група грађана                 | 847       | 0,02   |
| Укупно                                | Укупно                        | 4.852.581 | 100,00 |
|                                       |                               |           |        |
| Важећи гласови                        | Важећи гласови                | 4.852.581 | 96,63  |
| Неважећи/празни гласови               | Неважећи/празни гласови       | 169.461   | 3,37   |
| Укупни гласови                        | Укупни гласови                | 5.022.042 | 100,00 |
| Регистровани бирачи/излазност         | Регистровани бирачи/излазност | 7.033.610 | 71,40% |
| Извор: Републички завод за статистику |                               |           |        |

### Парламентарни избори
|                                                                                 |           |        |         |
| Странка, коалиција или група грађана                                            | Гласови   | %      | Мандати |
| Социјалистичка партија Србије                                                   | 2.320.587 | 48,15  | 194     |
| Српски покрет обнове                                                            | 794.786   | 16,49  | 19      |
| Демократска странка                                                             | 374.887   | 7,78   | 7       |
| Демократска заједница војвођанских Мађара                                       | 132.726   | 2,75   | 8       |
| Странка демократске акције Санџака                                              | 84.156    | 1,75   | 3       |
| Савез реформских снага Југославије за Војводину                                 | 74.748    | 1,55   | 2       |
| Народна сељачка странка                                                         | 68.045    | 1,41   | 1       |
| Нова демократија - Покрет за Србију                                             | 67.356    | 1,40   | 0       |
| Народна радикална странка                                                       | 63.041    | 1,31   | 0       |
| Странка савеза сељака Србије                                                    | 52.663    | 1,09   | 2       |
| Српска народна обнова                                                           | 40.359    | 0,84   | 0       |
| Српска демократска странка                                                      | 32.927    | 0,68   | 1       |
| Зелена странка                                                                  | 32.007    | 0,66   | 0       |
| Савез реформских снага Југославије у Србији                                     | 27.358    | 0,57   | 0       |
| Удружење за југословенску демократску иницијативу                               | 24.982    | 0,52   | 1       |
| Демократски савез Хрвата у Војводини                                            | 23.630    | 0,49   | 1       |
| Партија за демократско деловање                                                 | 21.998    | 0,46   | 1       |
| Странка Југословена                                                             | 21.784    | 0,45   | 1       |
| Странка самосталних привредника и сељака                                        | 13.778    | 0,29   | 0       |
| Радничка партија Југославије                                                    | 13.774    | 0,29   | 0       |
| Српска светосавска странка                                                      | 9.169     | 0,19   | 0       |
| Либерална странка                                                               | 7.325     | 0,15   | 0       |
| Социјалдемократска партија Рома Србије                                          | 6.491     | 0,13   | 0       |
| Лига за Панчево - странка умереног напретка                                     | 6.034     | 0,13   | 0       |
| Демократска реформска странка Муслимана                                         | 3.432     | 0,10   | 1       |
| Покрет за заштиту људских права у Југославији странка људских права Југославије | 4.835     | 0,10   | 0       |
| Сељачко-радничка странка Србије                                                 | 4.802     | 0,09   | 0       |
| Странка самосталних привредника "ЗАПИС"                                         | 4.381     | 0,09   | 0       |
| Демократски форум                                                               | 4.172     | 0,08   | 0       |
| Нови комунистички покрет                                                        | 4.017     | 0,08   | 0       |
| Странка народне слоге                                                           | 3.838     | 0,07   | 0       |
| Странка самосталних демократа Србије                                            | 3.486     | 0,07   | 0       |
| Југословенска социјалистичка демократска странка                                | 3.026     | 0,06   | 0       |
| Српски ројалистички блок                                                        | 2.966     | 0,06   | 0       |
| Демократски савез Турака                                                        | 1.842     | 0,04   | 0       |
| Социјалдемократска партија Југославије                                          | 1.528     | 0,03   | 0       |
| Странка школске омладине Србије                                                 | 1.368     | 0,03   | 0       |
| Непознат предлагач                                                              | 1.137     | 0,02   | 0       |
| Демократска странка (Давидовић - Грол)                                          | 1.022     | 0,02   | 0       |
| Свесрпски народни покрет СНП                                                    | 826       | 0,02   | 0       |
| Демократска странка слободе                                                     | 707       | 0,01   | 0       |
| Демократска политичка партија Рома- Крагујевац                                  | 543       | 0,01   | 0       |
| Републиканска странка                                                           | 480       | 0,01   | 0       |
| Групе грађана                                                                   | 456.318   | 9,47   | 8       |
| Укупно                                                                          | 4.819.337 | 100,00 | 250     |
|                                                                                 |           |        |         |
| Важећи гласови                                                                  | 4.819.337 | 95,94  |         |
| Неважећи/празни гласови                                                         | 204.018   | 4,06   |         |
| Укупни гласови                                                                  | 5.023.355 | 100,00 |         |
| Регистровани бирачи/излазност                                                   | 7.036.303 | 71,39% |         |
| Извор: Републички завод за статистику                                           |           |        |         |